# 安藤英男
安藤 英男（あんどう ひでお、1927年（昭和2年）1月5日 - 1992年（平成4年）8月24日）は、日本の作家、日本史学者。元国士舘大学教授。

## 略歴・人物
東京市（現東京都港区）に生まれる。1950年（昭和25年）に法政大学経済学部を卒業し、太陽神戸銀行（現・三井住友銀行）に入行する。以来、銀行勤務の傍ら、幕末期を中心に思想史を研究する。その後、国士舘大学の助教授を経て、教授に就任する。
1983年（昭和58年）に「近世後期に於ける転換期人物の研究 蒲生君平、頼山陽、河井継之助、雲井龍雄の場合」で法政大学文学博士。時代小説、歴史関係の著書をなした。1986年（昭和61年）に蘇峰会賞を受賞している。
1992年（平成4年）8月24日、心不全により死去、65歳。

## 著書
- 『雲井竜雄詩伝』明治書院、1967
- 『明治維新の源流』紀伊国屋新書 1969
- 『日本における陽明学の系譜』新人物往来社、1971
- 『名臣言行録』時事通信社、1971
- 『ユーザーのためのコンピュータ』東洋経済新報社、1971
- 『六人の武将 戦国乱世の哲学』新人物往来社、1971
- 『近世名力士伝 谷風から玉の海まで』読売新聞社、1972
- 『雲井竜雄研究 伝記篇』明治書院、1972
- 『明治維新の暁鐘 頼山陽-その人と志業』東洋経済新報社、1972
- 『河井継之助』新人物往来社、1973
- 『雲井竜雄研究 詩篇』明治書院、1973
- 『頼山陽 史伝』大陸書房、1973
- 『頼三樹三郎』新人物往来社、1974
- 『六人の名君 その経営哲学』新人物往来社、1974
- 『石田三成』新人物往来社、1975
- 『史伝黒田如水』日貿出版社、1975 のち学研M文庫
- 『頼山陽 人と思想』白川書院、1975
- 『一休 物語百話』日貿出版社、1976
- 『加藤清正 史伝』河出書房新社、1976
- 『寛政三奇人伝 林子平・高山彦九郎・蒲生君平』大和書房、1976
- 『西郷隆盛 評伝』白川書院、1976 のち学陽書房人物文庫
- 『史伝石田三成』白川書院、1976
- 『何が人を動かすか 明君・名将に学ぶ人間関係100話』ダイヤモンド社、1976
- 『定本河井継之助』白川書院、1977
- 『大相撲人物志』日貿出版社、1977
- 『日本漢詩百選』大陸書房、1977
- 『良寛 逸話でつづる生涯』りくえつ、1978
- 『曽呂利新左衛門』千人社 1979
- 『新稿雲井龍雄全伝』光風社出版、1981
- 『考証・頼山陽』名著刊行会、1982
- 『幻の総理大臣 床次竹二郎の足跡』学芸書林、1983
- 『蘇峰徳富猪一郎』近藤出版社、1984
- 『中国漢詩百選』蒼土舎、1984
- 『一休 逸話でつづる生涯』鈴木出版、1985
- 『河井継之助写真集』横村克宏写真 新人物往来社、1986
- 『河井継之助の生涯』新人物往来社、1987
- 『関ケ原合戦写真集』新人物往来社、1988
- 『信玄と謙信 その人間像と経営』鈴木出版、1988
- 『太平記に学ぶ人間学 人心を分けた「義」と「慾」の論理』PHP研究所、1991
- 『「信長・秀吉・家康」覇者の人間学 英雄の真価を探る』PHP研究所、1992
- 『菅実秀と庄内 大西郷の道統』荘内人物史研究会編 近代文芸社、1993

## 編・訳など
- 塵壺 河井継之助日記 校注 平凡社、1974 東洋文庫
- 頼山陽天皇論 訳 新人物往来社、1974
- 日本政記 頼山陽 訳 白川書院、1976
- 通議 頼山陽 訳 白川書院、1977.9
- 頼山陽詩集 訳注 白川書店、1977.7
- 山陵志 蒲生君平 解題・訳 りくえつ、1979.6
- 河井継之助のすべて 新人物往来社、1981.5
- 頼山陽文集 近藤出版社、1981.11 頼山陽選集 ; 3
- 頼山陽品行論 近藤出版社、1981.12 頼山陽選集 ; 7
- 頼山陽日本外史 近藤出版社、1982.1 頼山陽選集 ; 6
- 頼山陽詩集 近藤出版社、1982.2 頼山陽選集 ; 2
- 頼山陽伝 近藤出版社、1982.3 頼山陽選集 ; 1
- 頼山陽通議 近藤出版社、1982.5 頼山陽選集 ; 5
- 南北朝の動乱 新人物往来社、1984.12
- 石田三成のすべて 新人物往来社、1985.3
- 黒田如水のすべて 新人物往来社、1992.10
- 加藤清正のすべて 新人物往来社、1993.4